# Jornada del 20 de junio de 1792

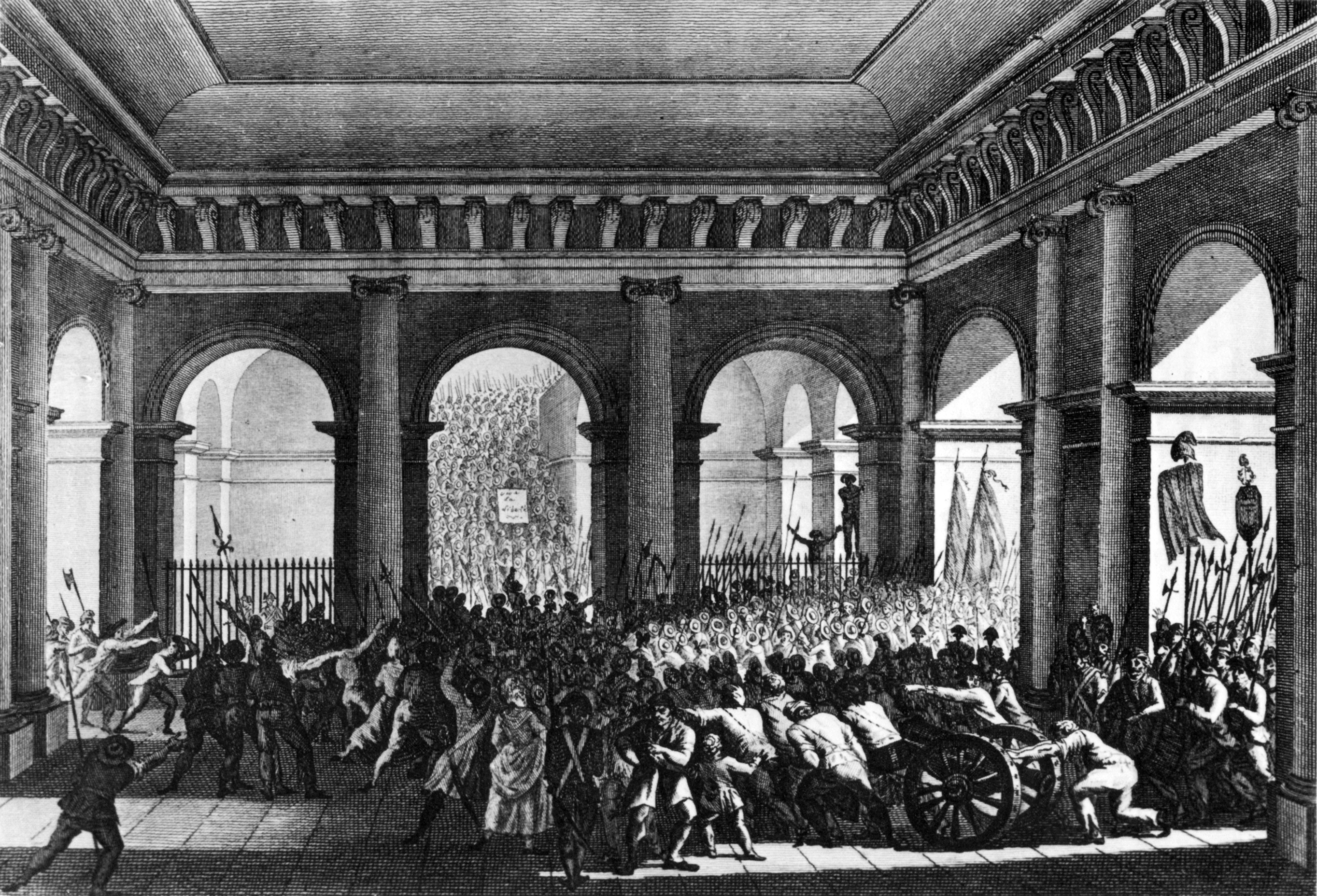
El pueblo entrando al Palacio de las Tullerías, por Pierre Gabriel Berthault (c. 1800).

La jornada del 20 de junio de 1792 fue el último intento pacífico por parte de los ciudadanos de París de persuadir al rey Luis XVI de Francia de abandonar su actual política y aproximarse a lo que consideraban un gobierno más simpatizante con el pueblo. El objetivo de esta manifestación era convencer al gobierno de reforzar el poder de la Asamblea Legislativa, defender a Francia frente a invasiones extranjeras, y preservar el espíritu emanado de la Constitución de 1791. Los manifestantes esperaban lograr que el rey levantase su veto y llamase de nuevo a los ministros girondinos.
Esta manifestación fue la última fase del fallido intento de establecer una monarquía constitucional en Francia. Tras la insurrección del 10 de agosto de 1792, la monarquía fue finalmente abolida.

## Contexto
Bajo el ministerio girondino, el 20 de abril de 1792 Francia declaró la guerra a Austria. Este conflicto, el cual duraría hasta 1815 y sacudiría los cimientos de Europa, supondría un impulso a la Revolución en Francia, siendo la monarquía su primera víctima.
Tras las derrotas del ejército francés y la deserción de varios oficiales, la mayor parte de los cuales eran miembros de la nobleza, la Asamblea procedió a aprobar el 29 de mayo de 1792, a propuesta de los girondinos, la deportación de los miembros del clero refractario si eran denunciados como contrarrevolucionarios por al menos veinte ciudadanos activos, así como el llamamiento, el 9 de junio, de los guardias nacionales federados para que acudiesen a defender París. No obstante, ambos decretos no llegaron a entrar en vigor como consecuencia de la imposición del veto por parte de Luis XVI. En consecuencia, tres ministros girondinos, encabezados por Jean Marie Roland, escribieron el 10 de junio una carta abierta al rey, instándole a firmar los decretos vetados, siendo la respuesta de Luis XVI la destitución de los tres ministros girondinos y su sustitución por tres ministros feuillants.
Entretanto, las secciones de París empezaron a movilizarse, pidiendo autorización para armarse y mantenerse reunidas. Por su parte, el Club de los Jacobinos envió circulares a sus comités situados fuera de la capital pidiendo hacer campaña a favor de la abolición del veto real, ratificando además su defensa del sufragio universal.
El tercer aniversario del Juramento del Juego de la Pelota tendría lugar el 20 de junio de 1792. Sergent y Panis, administradores de la policía enviados por Jérôme Pétion de Villeneuve, alcalde de París, se desplazaron al suburbio de Saint-Antoine. Una vez allí, pidieron a los ciudadanos que abandonasen las armas. Éstos rechazaron su solicitud y afirmaron que no tenían intención de atacar ni a la Asamblea ni al rey, proclamando que sus objetivos eran formar una procesión por los veinte peticionarios que deseaban presentar una petición a la Asamblea y al rey y celebrar el aniversario del Juramento del Juego de la Pelota.

## Jornada del 20 de junio
Hacia las cinco en punto de la mañana del 20 de junio se habían formado varios grupos en Saint-Antoine y Saint-Marcel, integrados por miembros de la Guardia Nacional, hombres armados con picas, pistolas, cañones, sables y palos, así como mujeres y niños. Algunos de los peticionarios habían llegado ya a la Asamblea Nacional. Para demostrar el carácter pacífico de la procesión, los ciudadanos invitaron a los oficiales a marchar con ellos.
La Asamblea Legislativa se reunió en torno al mediodía, no prestando atención a la posible amenaza de un levantamiento por parte del pueblo. Tras debatir algunos puntos, el presidente anunció que el directorio deseaba admitir a los manifestantes. El directorio había mostrado gran interés en evitar la procesión, habiendo iniciado la sesión a las cuatro de la mañana aquel día.
Pierre Louis Roederer, procurador del departamento de París, anunció a la Asamblea acerca de los manifestantes. En ese momento, la multitud alcanzó las puertas de la sala. Los líderes de la manifestación solicitaron permiso para entrar y presentar una petición, produciéndose un violento debate entre la derecha, quien no deseaba admitir a la muchedumbre armada, y la izquierda, quien deseaba recibirla. Pierre Victurnien Vergniaud argumentó que la Asamblea violaría todos sus principios si admitía a la multitud armada, si bien reconoció que era imposible denegar una solicitud en tales circunstancias habiéndose aceptado en otras ocasiones. La mayoría de los representantes se mostró de acuerdo en permitir el acceso a la multitud. De hecho, la muchedumbre ya se había situado en los pasillos cuando la Asamblea decidió adimitirla.

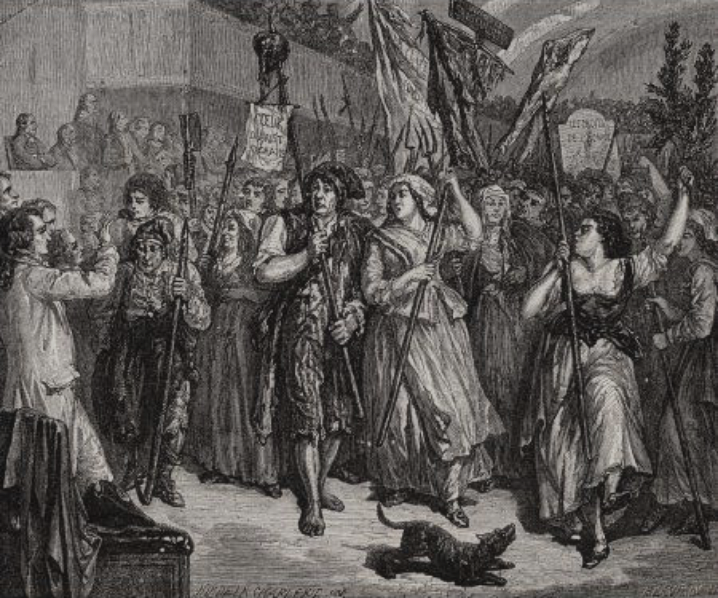
Invasión de la Asamblea, 20 de junio de 1792. Grabado de Blanpain a partir de un diseño de Hippolyte de la Charlerie.

Sulpice Huguenin, uno de los líderes de la manifestación, quien se expresó en términos amenazantes, declaró que la multitud estaba alterada; que estaban preparados para hacer uso de lo establecido en la Declaración de los Derechos del Hombre y del Ciudadano con el fin de resistir la opresión y que los miembros disidentes de la Asamblea, en caso de haber alguno, querrían destruir la libertad e ir a Coblenza. Entonces, volviendo al tema principal de la petición, añadió:

El poder ejecutivo no está en unión con nosotros; no requerimos otra prueba de ello que la destitución de los ministros patriotas. ¡Por lo tanto, entonces, la felicidad de una nación libre dependerá del capricho de un rey! ¿Pero debería este rey tener otra voluntad que la de la ley? La gente la tendrá, y la vida de la gente es tan valiosa como la de los déspotas coronados. Esa vida es el árbol genealógico de la nación, ¡y la débil caña debe doblarse ante este robusto roble! Nos quejamos, caballeros, de la inactividad de nuestros ejércitos; requerimos que averigüen la causa de esto; si emana del poder ejecutivo, ¡dejen que ese poder sea destruido!

La Asamblea declaró que consideraría la solicitud de los peticionarios, pidiéndoles a continuación respetar la ley y las autoridades legales, y concediéndoles permiso para marchar ante la Asamblea. Lideradas por el general Antoine Joseph Santerre, treinta mil personas, portando banderas y símbolos revolucionarios, atravesaron la entrada de la sala cantando Ça ira y gritando «¡viva la nación!», «¡vivan los sans culottes!» y «¡abajo el veto!». Tras abandonar la Asamblea, la muchedumbre, liderada por los peticionarios, se dirigió al Palacio de las Tullerías, residencia de la familia real.
Las puertas exteriores fueron abiertas por orden del rey, provocando que la muchedumbre se precipitase al interior del palacio. Tras subir a los apartamentos de la familia real, la multitud intentó forzar las puertas mediante el uso de hachas. El rey ordenó abrirlas, apareciendo ante la multitud acompañado por unas pocas personas. Rodeado por miembros de la Guardia Nacional, quienes formaron una barrera entre el monarca y la muchedumbre, Luis XVI se sentó frente a una mesa, permaneciendo en actitud firme y tranquila.

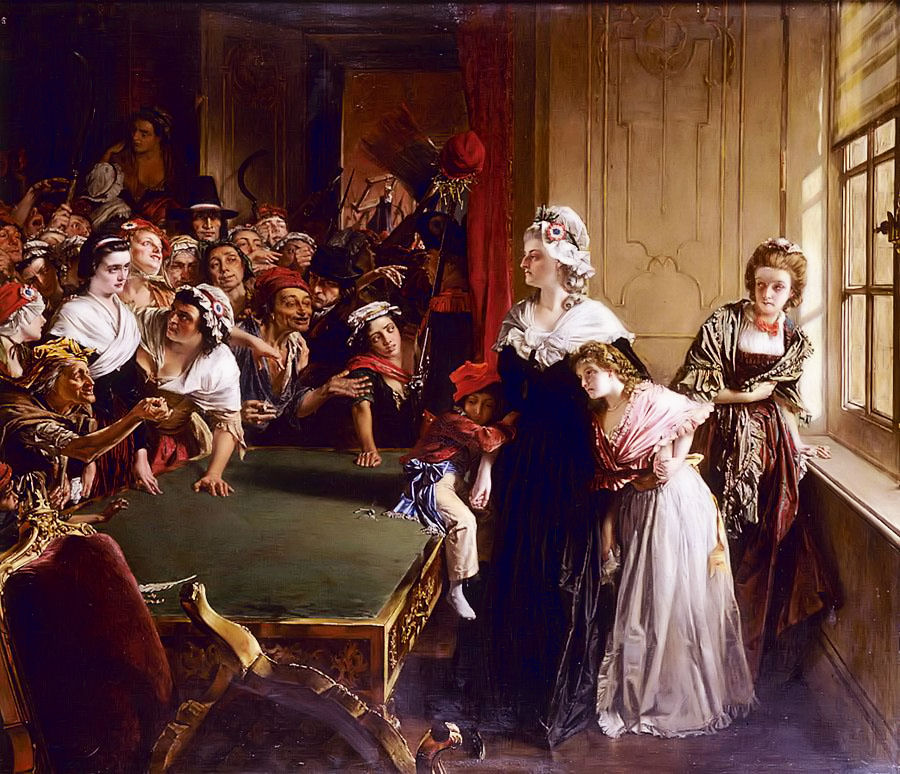
Las Tullerías, 20 de junio de 1792, por Alfred W. Elmore (1860) (Museo de la Revolución francesa). «Interior en el Palais des Tuileries, María Antonieta de pie a la derecha, protegiendo a sus hijos acurrucados junto a ella, mirando altivamente a la multitud de revolucionarios que ha irrumpido en la habitación, blandiendo armas, reunidos detrás de una gran mesa, uno intentando hablar con una joven de pie frente a la reina, mirando resignada» (descripción de una copia de 1883).

La multitud instó al rey a aprobar los decretos que previamente había rechazado, a lo que Luis XVI replicó argumentando que esa no era la forma ni el momento. Con intención de apaciguar a la muchedumbre, el rey se puso el gorro frigio en la cabeza, el cual le fue presentado en la punta de una pica, siendo este gesto percibido por la multitud como una humillación al monarca. Luis XVI bebió a continuación un vaso de vino que le entregó un hombre en estado de ebriedad, recibiendo un aplauso por parte de la muchedumbre. La reina, en cambio, fue objeto de insultos e injurias por parte de los manifestantes. De hecho, según Madame Campan, entre la multitud «había un modelo de una horca, del cual estaba suspendida una sucia muñeca con las palabras Marie-Antoinette à la lanterne para representar su ahorcamiento». Tras haber sido colocada una mesa entre María Antonieta y los asaltantes, la princesa de Lamballe, la marquesa de Tourzel, la duquesa de Maillé, Madame de La Roche-Aymon, la princesa de Tarento, Marie-Angélique de Mackau, Renée Suzanne de Soucy y Madame de Ginestous, entre otros, rodearon a la reina, al delfín y a Madame Royal durante varias horas con el fin de protegerlos de la muchedumbre.

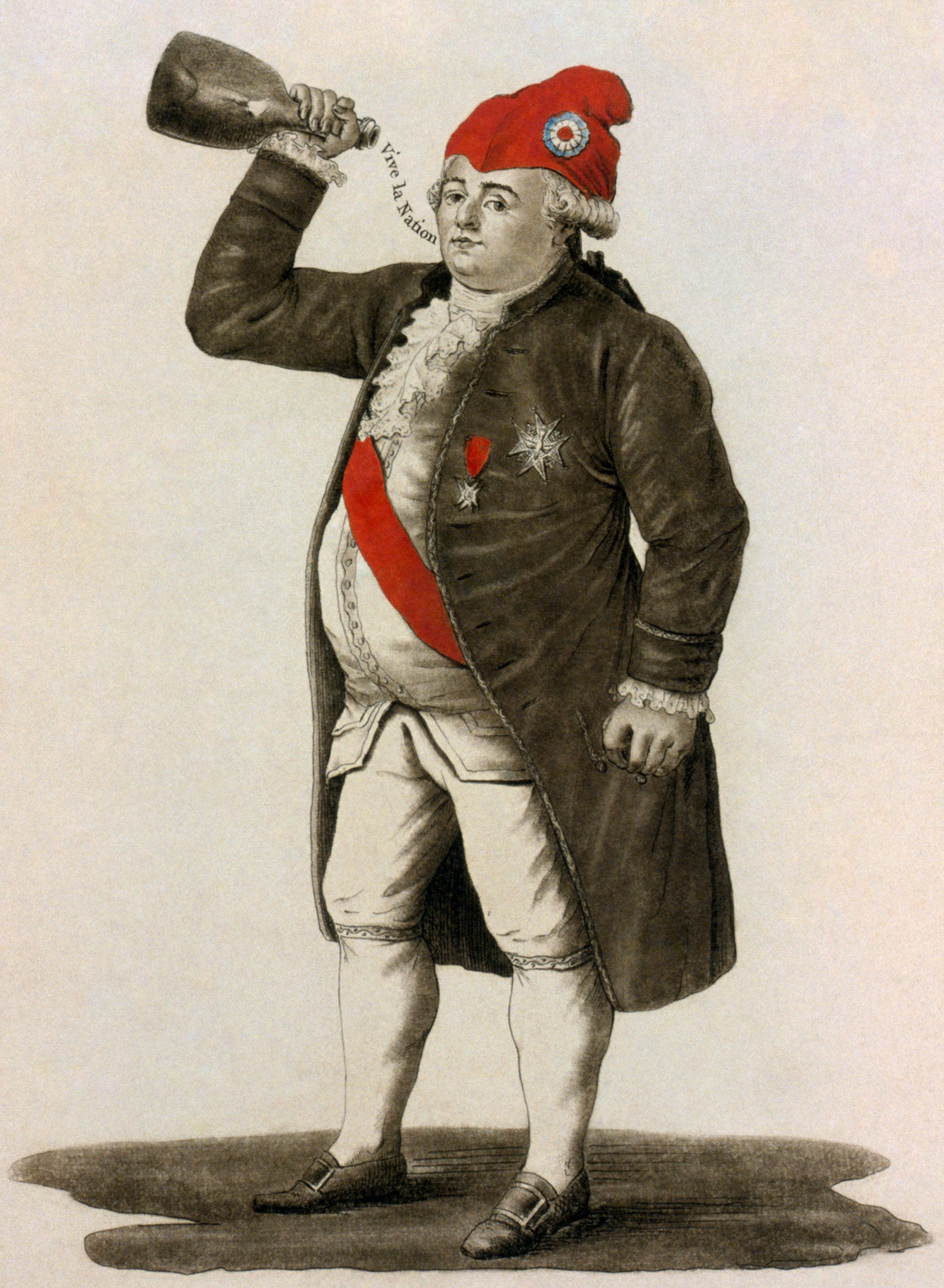
Luis XVI de Francia llevando un gorro frigio, brindando a la salud de los sans culottes (1792).

Entretanto, los miembros de la Asamblea Vergniaud y Maximin Isnard, junto con unos pocos diputados girondinos, se habían desplazado con el fin de proteger al rey y calmar a los ciudadanos. La Asamblea, ante el temor de lo ocurrido, envió varias delegaciones para intentar proteger al monarca. El propio alcalde de París, Pétion, se subió a una silla y pidió a los manifestantes retirarse de forma tranquila, siendo dicha solicitud obedecida por la muchedumbre, quien finalmente no logró su objetivo.

## Hechos posteriores
La jornada del 20 de junio no tuvo el éxito esperado. Los acontecimientos de aquel día fueron repudiados por la izquierda, así como por los jacobinos y los futuros girondinos. Luis XVI, quien no había llegado a hacer ninguna promesa, no retiró su veto.
Como consecuencia de este acontecimiento, Europa vio al rey de Francia insultado y tratado como un prisionero. De hecho, en algunas partes del país la monarquía volvió a ganar popularidad. Así mismo, un gran número de administraciones departamentales protestó contra las ofensas vertidas hacia el monarca. La Fayette, por su parte, acudió a la Asamblea el 28 de junio, solicitando en nombre de sus soldados que se ejerciese algún tipo de acción contra los manifestantes, instando a «destruir una secta capaz de infringir la soberanía nacional». No obstante, el 2 de julio llegó la noticia de la retirada del ejército del Norte en Lille y Valenciennes, lo que hizo que toda la desconfianza de los peticionarios del 20 de junio pareciese justificada.
El 3 de julio, en la Asamblea, Vergniaud denunció todos los actos de traición de Luis XVI. Recordó el veto real, los disturbios que había causado en las provincias y la inacción deliberada de los generales que habían abierto el camino a la invasión. Sugirió, además, que el rey fuese considerado según la Constitución como «abdicado de su oficio real», sembrando en la mente del público la idea de deponer al rey. Su discurso, el cual causó una honda impresión, fue hecho circular por la Asamblea en todos los departamentos de Francia.
El jacobino Jacques Nicolas Billaud-Varenne elaboró un plan para la siguiente insurrección, consistente en exiliar al rey, deponer a los generales, elegir una Convención Nacional, transferir el veto real al pueblo, deportar a los enemigos públicos, y eximir a los pobres del pago de impuestos.
La próxima insurrección se produciría el 10 de agosto de 1792 con el asalto al Palacio de las Tullerías.